# بارداری در هنر

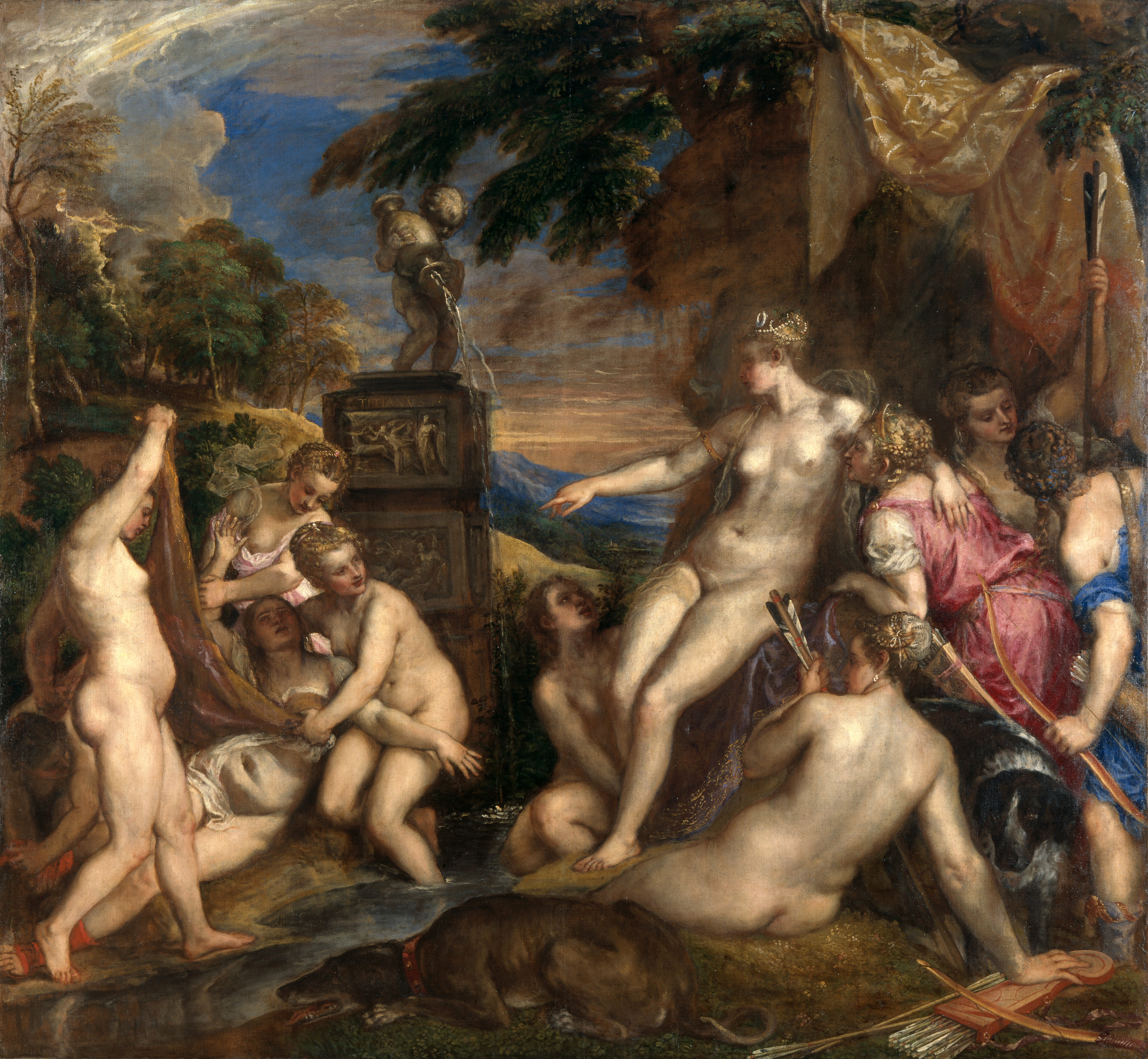
دیانا و کالیستو تیتیان، ۱۵۵۹، لحظه ای را نشان می‌دهد که حاملگی کالیستو کشف می‌شود.

بارداری در هنر (انگلیسی: Pregnancy in art) هر اثر هنری که حاملگی را به تصویر می‌کشد را پوشش می‌دهد. یک نشانه بصری رایج، ژست زن است که یک دست باز محافظ را روی شکم خود قرار می‌دهد. از نظر تاریخی، زنان متأهل تا زمان یائسگی در برخی از مراحل بارداری بودند، اما به تصویر کشیدن این موضوع در هنر نسبتاً غیرمعمول است و به‌طور کلی به برخی زمینه‌های خاص محدود می‌شود که احتمالاً حتی در فرهنگ معاصر نیز ادامه دارد.
با وجود چندین اثر هنری اخیر که زنان باردار را به تصویر می‌کشد، یک نویسنده از کمبود تصاویر بصری زنان باردار در فرهنگ بصری عمومی شگفت زده شده‌است. یک مطالعه تحقیقاتی که توسط جامعه‌شناس فرانسوی پیر بوردیو در سال ۱۹۶۳ انجام شد، نشان داد که اکثریت ۶۹۳ سوژه مورد مطالعه فرانسوی فکر می‌کردند که عکس یک زن باردار، بنا به تعریف، نمی‌تواند زیبا باشد.
دو موضوع اغلب در هنر روایی غربی یا نقاشی تاریخی به تصویر کشیده می‌شود که حاملگی بخش مهمی از داستان است. اینها صحنه ناراحت‌کننده ای هستند که معمولاً دیانا و کالیستو نامیده می‌شوند و لحظه کشف حاملگی ممنوع کالیستو و را نشان می‌دهند.
به تدریج، پرتره‌های زنان باردار به شکل‌های گوناگون در آثار هنری ظاهر شدند. زنان باردار علاوه بر اینکه سوژه ای برای تصویرسازی در هنر هستند، مصرف‌کنندگان هنر نیز بودند و انواع خاصی از کار برای آنها ساخته شد، از جمله این تصاویر مدونا دل پرتو از مریم است.

## فرهنگ

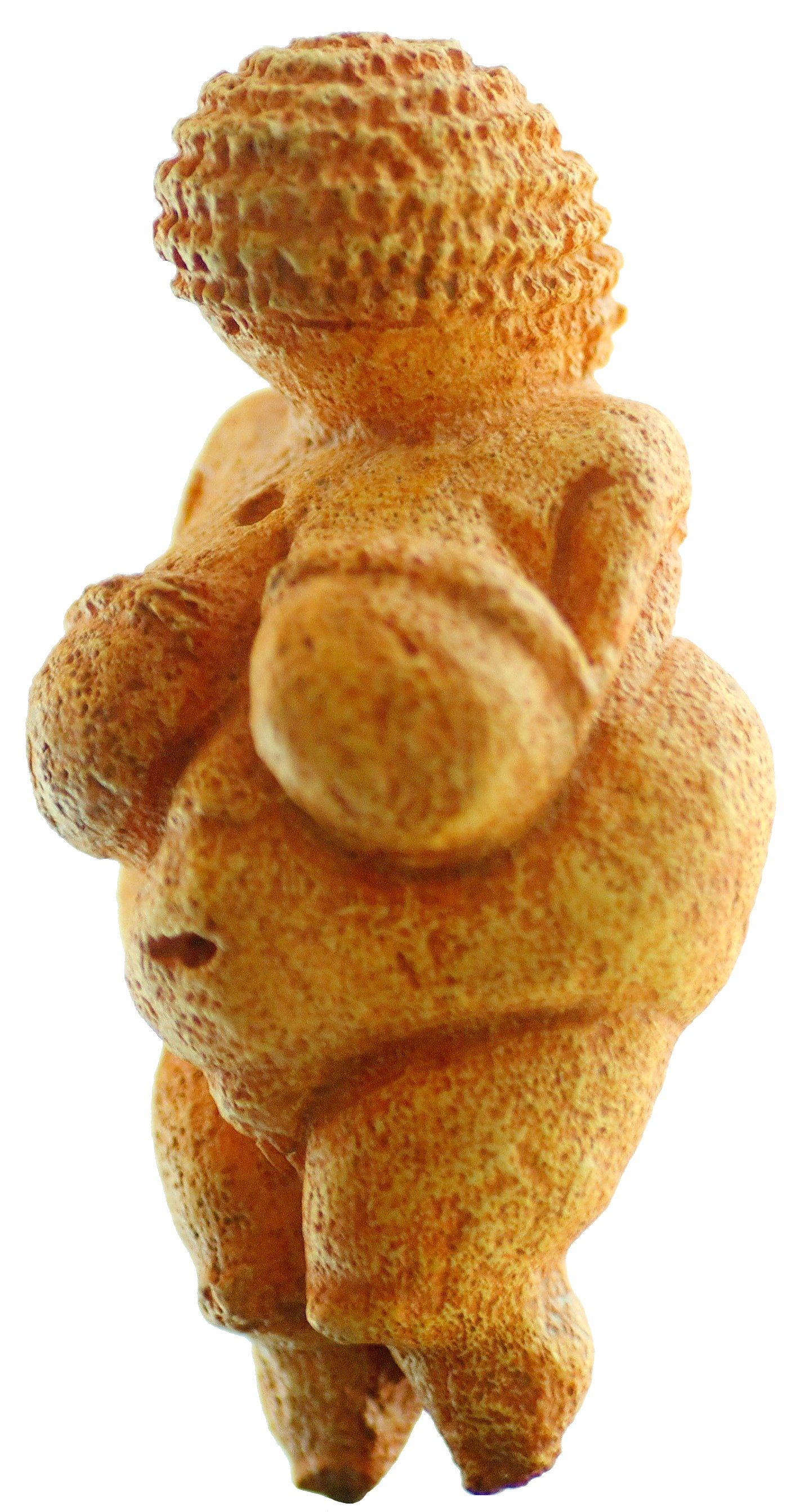
ونوس ویلندورف

تصاویر زنان باردار، به‌ویژه مجسمه‌های کوچک، در فرهنگ‌های سنتی در بسیاری از مکان‌ها و دوره‌ها ساخته می‌شد ولی چندان رایج‌ترین نبوده‌است که شامل پیکره‌های سرامیکی از برخی از فرهنگ‌های دوران پیشاکلمبی، و چند مجسمه از بیشتر فرهنگ‌های باستانی مدیترانه است. به نظر می‌رسد بسیاری از اینها با باروری مرتبط هستند. تشخیص اینکه آیا چنین آثاری واقعاً برای نشان دادن بارداری هستند یا خیر، اغلب یک مشکل است، و همچنین درک نقش آنها در فرهنگ مربوط است.
در میان قدیمی‌ترین نمونه‌های بازمانده از تصویر حاملگی، مجسمه‌های پیشاتاریخ یافت شده در بسیاری از سرزمین‌های اوراسیایی هستند و مجموعاً به عنوان مجسمه‌های ونوس/ناهید شناخته می‌شوند.

شناخته شده‌ترین آنها ونوس ویلندورف است، مجسمه سنگ آهکی اولیتیک زنی که سینه‌ها و باسنش برای تأکید بر باروری او برجسته شده‌است. . این تندیس متعلق به ۲۵۰۰۰ سال قبل از میلاد در اتریش کشف شده‌است. این مجسمه‌ها شکم، باسن، سینه‌ها، ران‌ها یا فرج سوژه را نمایان می‌کنند، اما میزان باردار بودن این پیکره‌ها به‌طور قابل‌توجهی متفاوت است و اکثر آنها اصلاً باردار نیستند. یک بررسی از مجموعه حدود ۱۴۰ مجسمه نشان داد که تنها ۱۷٪ از آنها زنان باردار را نشان می‌دهند، که تا ۳۹٪ گسترش می‌یابد «که احتمالاً می‌تواند حاملگی را نشان دهد».

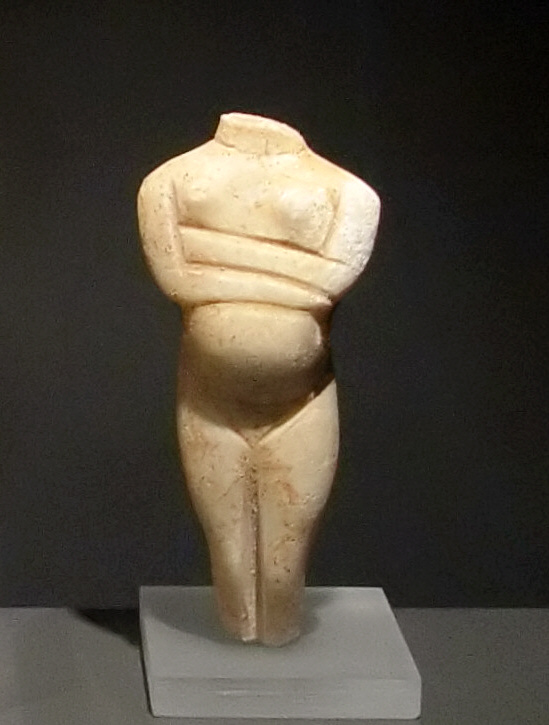
شکل سیکلادیک، عصر برنز اولیه
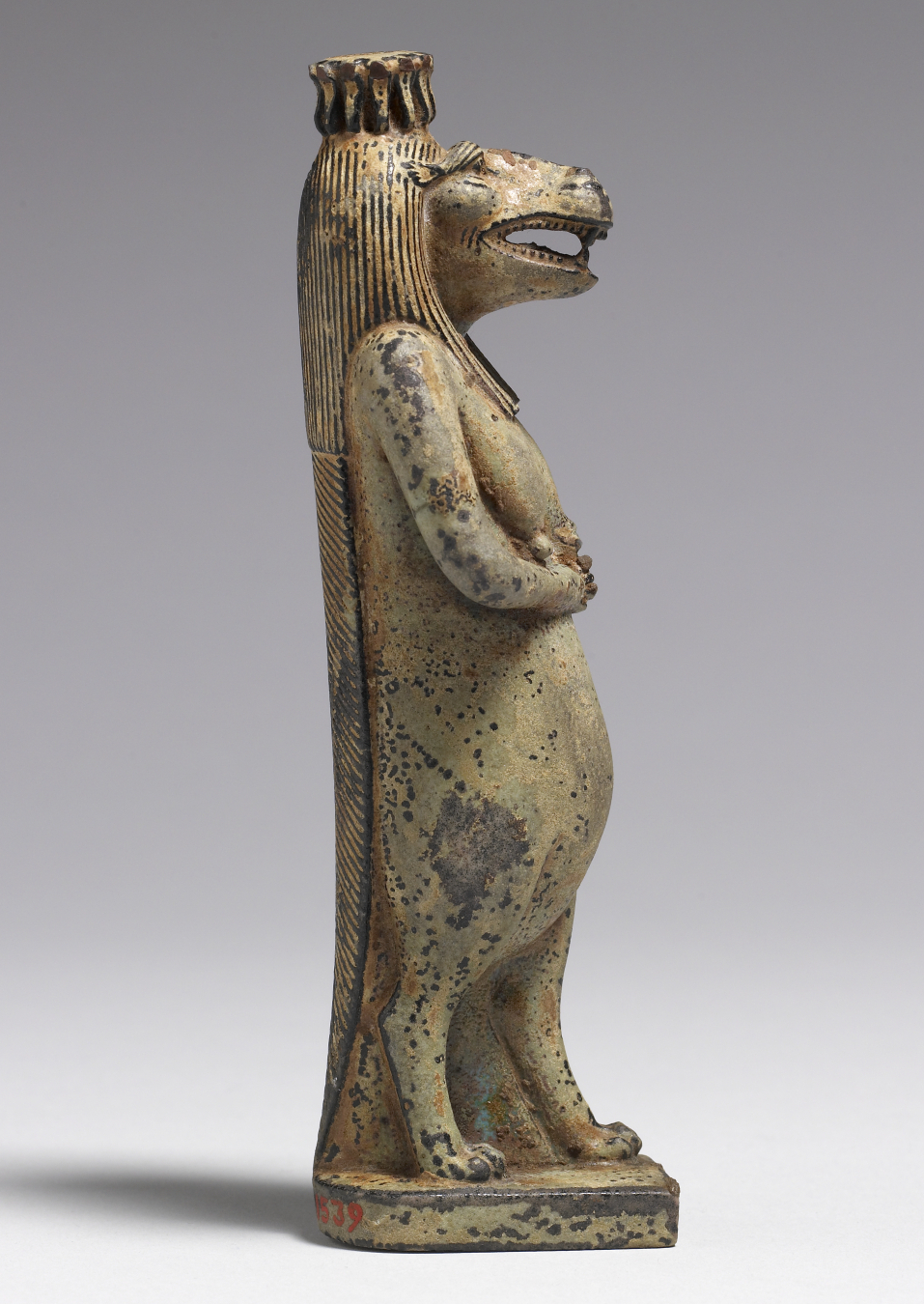
تاورت الهه بارداری مصر باستان.
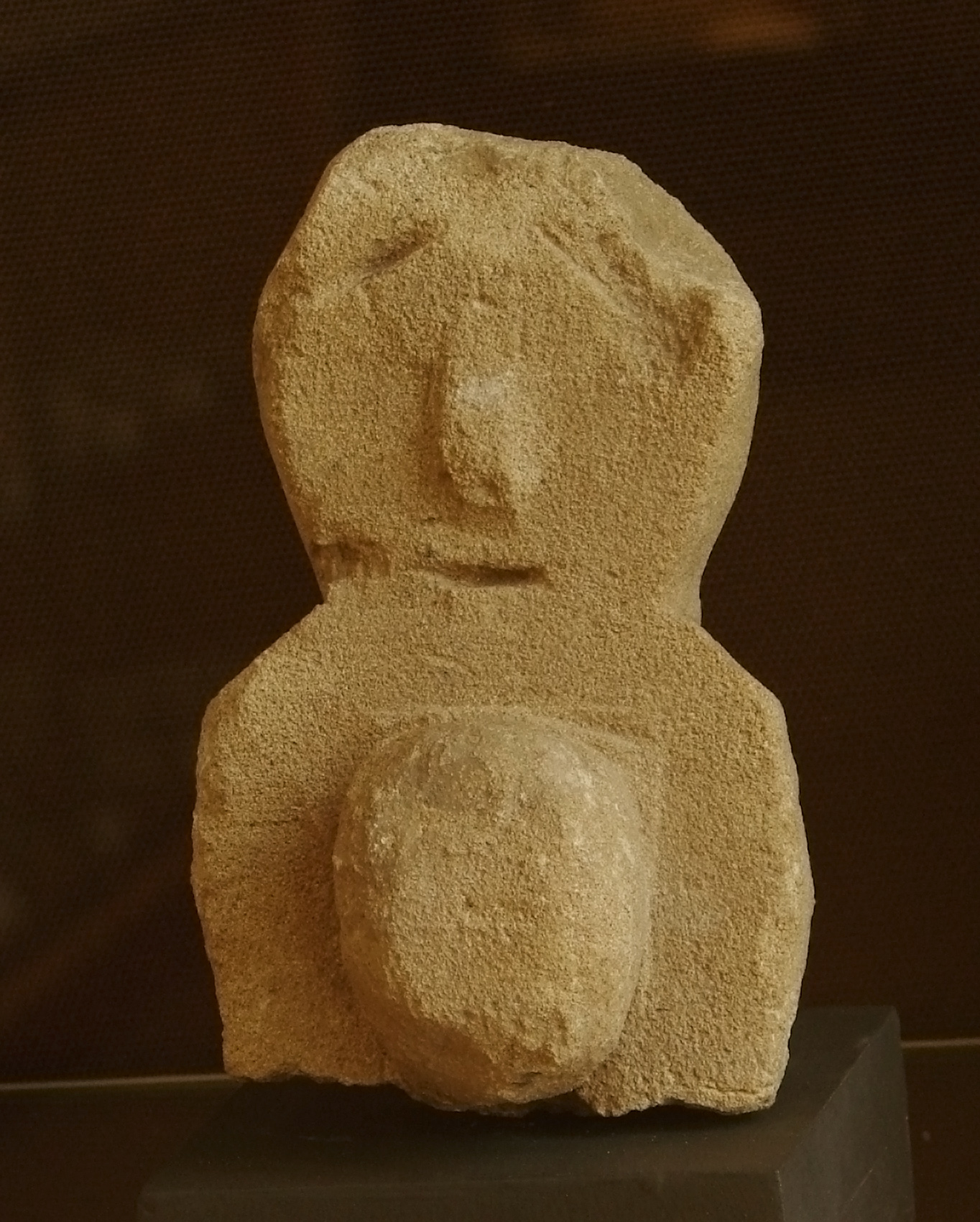
شخصیت گالو رومی، قرن اول
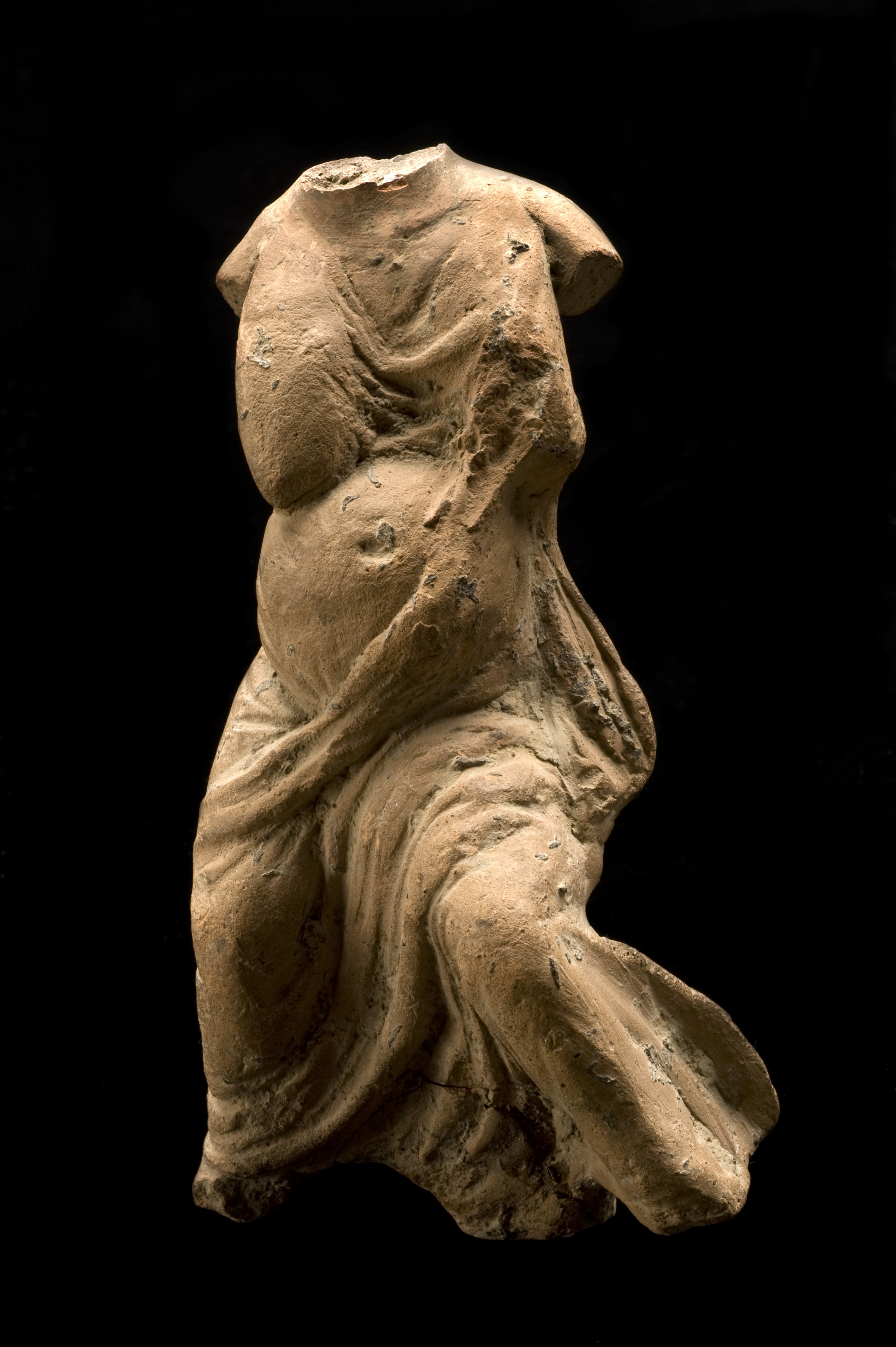
تندیس رومی آسیب دیده، تاریخ نامشخص

## هنر غربی
در اروپا، در هنر در یونان باستان تا حد زیادی از نمایش بارداری اجتناب می‌شد. اما بعدها هنر غربی دو موضوع داشت که اغلب در جایی که حاملگی جزء لاینفک روایت بود به تصویر کشیده می‌شد.

### مریم باکره
تصویرهای مریم با فاصله زیاد پرتعدادترین تصاویر مربوط به یک زن باردار در هنر پسا کلاسیک غربی بود و احتمالاً تا امروز نیز همین گونه باقی مانده‌است. لحظه تصور مریم از عیسی، که بشارت نامیده می‌شود، یکی از رایج‌ترین موضوعات در هنر سنتی مسیحی است، اما تصویرهایی از اواخر بارداری او نیز رایج است. برخلاف بسیاری از انواع دیگر تصویربرداری از بارداری، معمولاً هیچ ابهامی در مورد اینکه آیا قرار است مریم در دوران بارداری نشان داده شود، وجود ندارد، حتی در مواردی که بارداری به وضوح تجسم نشده باشد.
ملاقاتی بین دو زن باردار، مریم و الیصابات، همان‌طور که در انجیل لوقا Luke 1:39–56 ثبت شده‌است، اغلب به تصویر کشیده شده‌است، اما بارداری آنها معمولاً به صورت بصری حداقل تا قرن ۱۵ مورد تأکید نبود. تفکر قرون وسطایی بر این باور بود که لیصابات در جلسه هفت‌ماهه باردار بود و مری حدود یک ماه از بارداریش می‌گذرد.
لباس‌های گشاد که در هنر مذهبی استفاده می‌شود، مانند زندگی عادی قرون وسطی، تشخیص آن را در هر صورت سخت می‌کند. در نقاشی‌های اواخر قرون وسطی ممکن است آنها با شکاف‌های عمودی در لباس‌هایشان نشان داده شوند. لباس زنانه قرون وسطایی دارای منافذی بود که معمولاً هنگام لباس پوشیدن با پارچه توری بسته می‌شد، اما در دوران بارداری می‌توانست باز بماند که می‌توانست در جلو یا پهلوها باشند و در هنر برای نشان دادن بارداری استفاده می‌شوند، اگرچه از حدود سال ۱۴۵۰ چنین شکاف‌هایی که رنگ متضاد لباس زیر را آشکار می‌کرد، به مد تبدیل شد و در هنر زنان لاغر و مجرد دیده می‌شود.

در برخی موارد چند تصویر، عمدتاً بیزانسی یا آلمانی اواخر قرون وسطی، فرزندان متولد نشده آنها را در رحم نشان می‌دهند. در تصاویر آلمانی آنها برهنه هستند و یحیی در برابر عیسی تعظیم یا زانو می‌زند که دستی را به نشانه برکت بلند می‌کند. باید تأکید کرد که در تمام دوره‌ها، اکثر تصویرها نشانه بصری کمی از بارداری هر یک از زنان دارند که داستان به خوبی برای مخاطبانش شناخته شده بود.

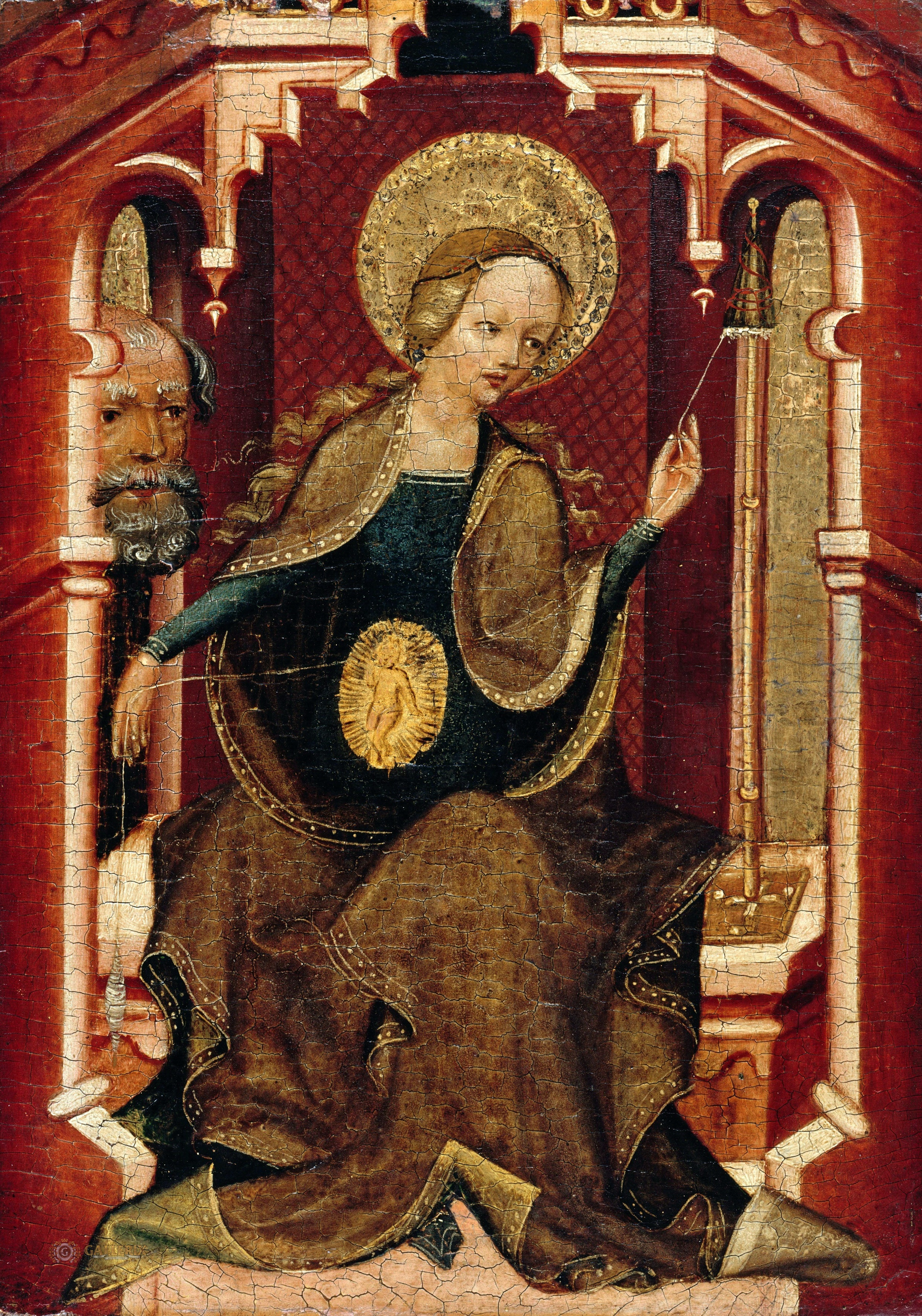
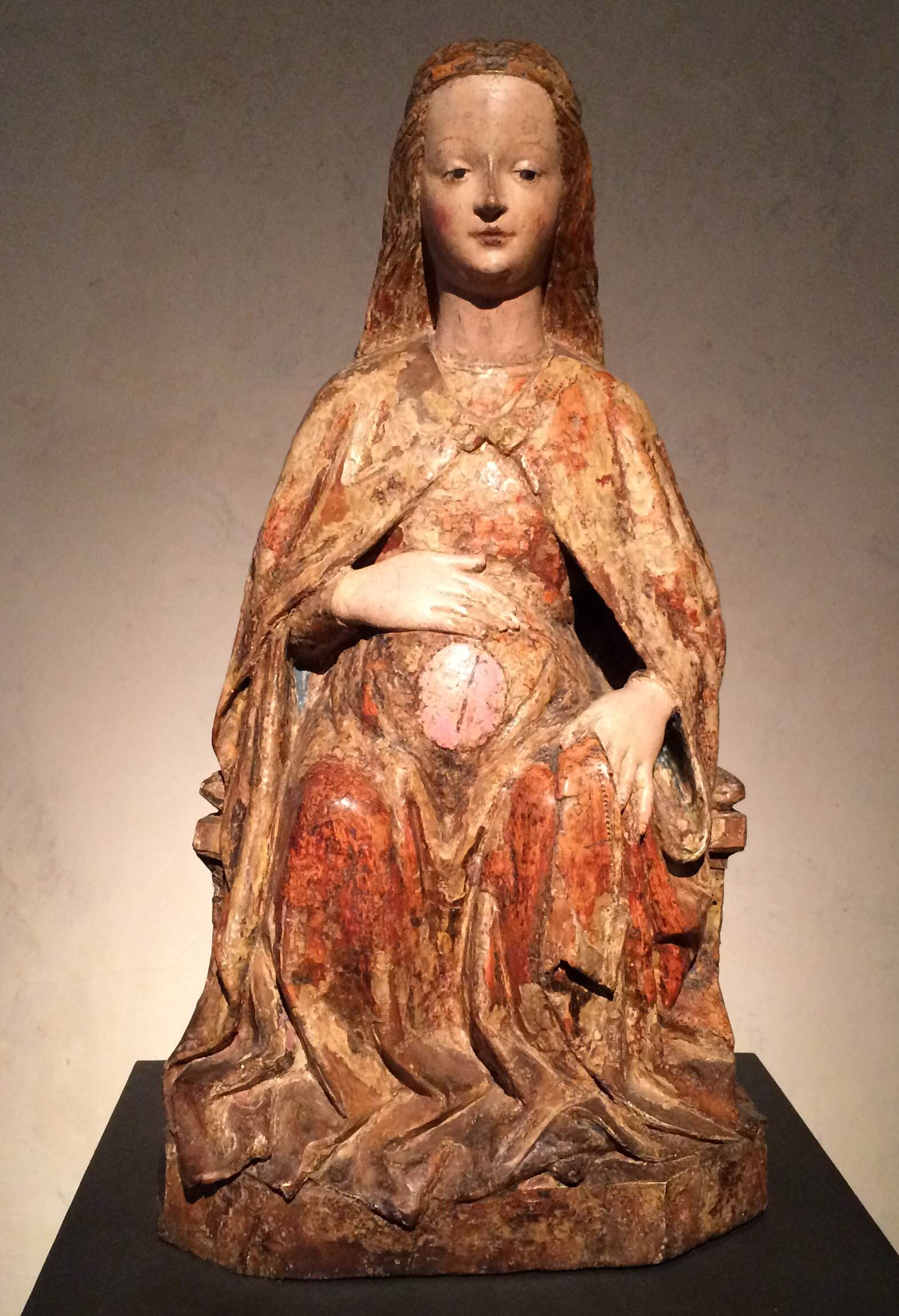
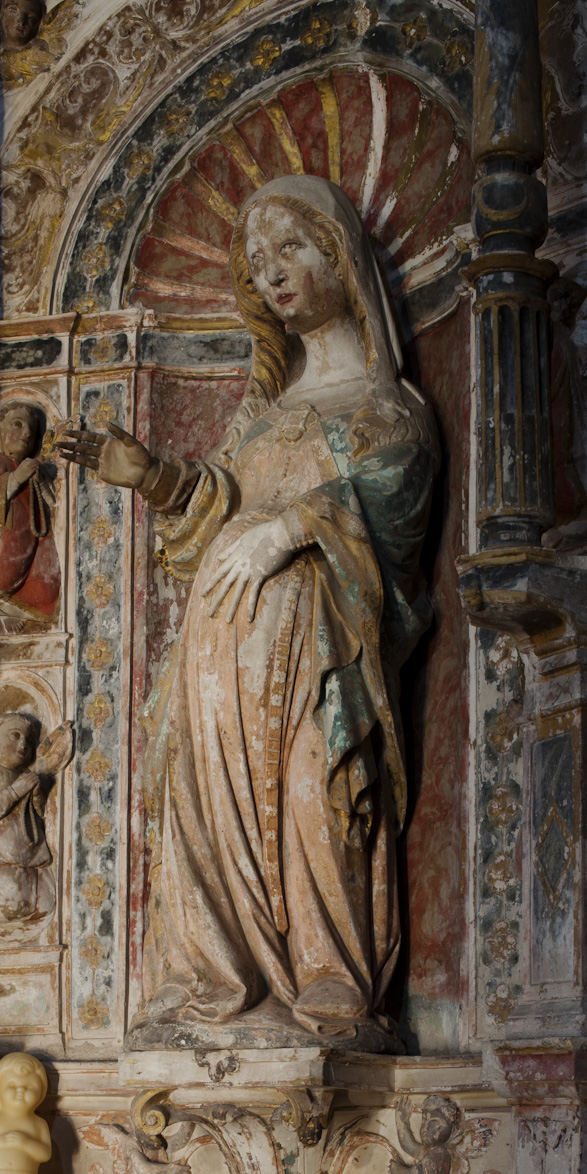
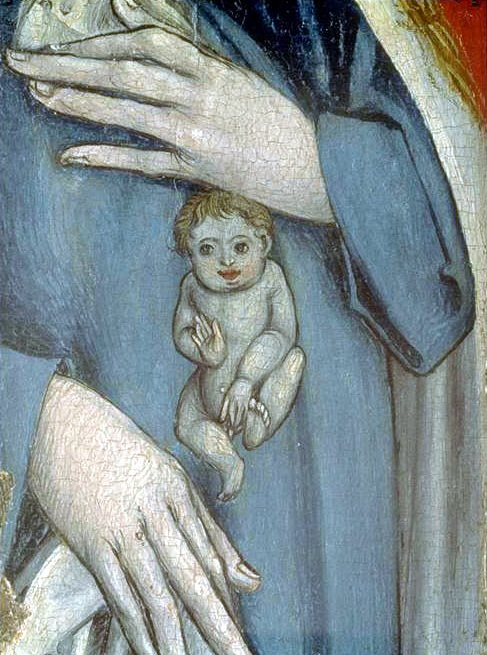

## پرتره‌ها
در اواخر دوره قرون وسطی، نقاشی پرتره‌هایی از زنان باردار شروع شد، اگرچه مد لباس‌هایی که در جلو جمع شده بودند، تفسیر یا شناسایی آن‌ها را با اطمینان دشوار می‌کرد. پرتره آرنولفینی توسط نقاش فنلاندی یان وان آیک در سال ۱۴۳۴ ممکن است نمونه ای از بارداری باشد، اما دیدگاه‌های کنونی مورخان هنر عمدتاً مخالف این موضوع است، زیرا قدیسین باکره اغلب به همین شکل نشان داده می‌شدند.

## معاصر
با نزدیک شدن به دوران مدرن، برخی از هنرمندان شروع به نشان دادن بارداری واضح‌تر، با چهره‌های باردار و برهنه تر از قبل کردند. دو نقاشی توسط گوستاو کلیمت، امید ۱ (۱۹۰۳) و امید ۲ (۱۹۰۷–۱۹۰۸)، زنان باردار و لاغر را در نیمرخ نشان می‌دهند. در امید ۱ شکل برهنه است، و بارداری بسیار مشهود است، در حالی که در امید ۲ یک لباس یا شنل بزرگ و استادانه این موضوع را کمتر آشکار می‌کند.